# 꼽추 사내
《꼽추 사내》(The Adventure of the Crooked Man)는 영국 작가인 아서 코넌 도일의 56개 셜록 홈즈의 단편 소설 중 하나이며, 단편집 《셜록 홈즈의 회상록》에 수록되어 있다.

## 줄거리

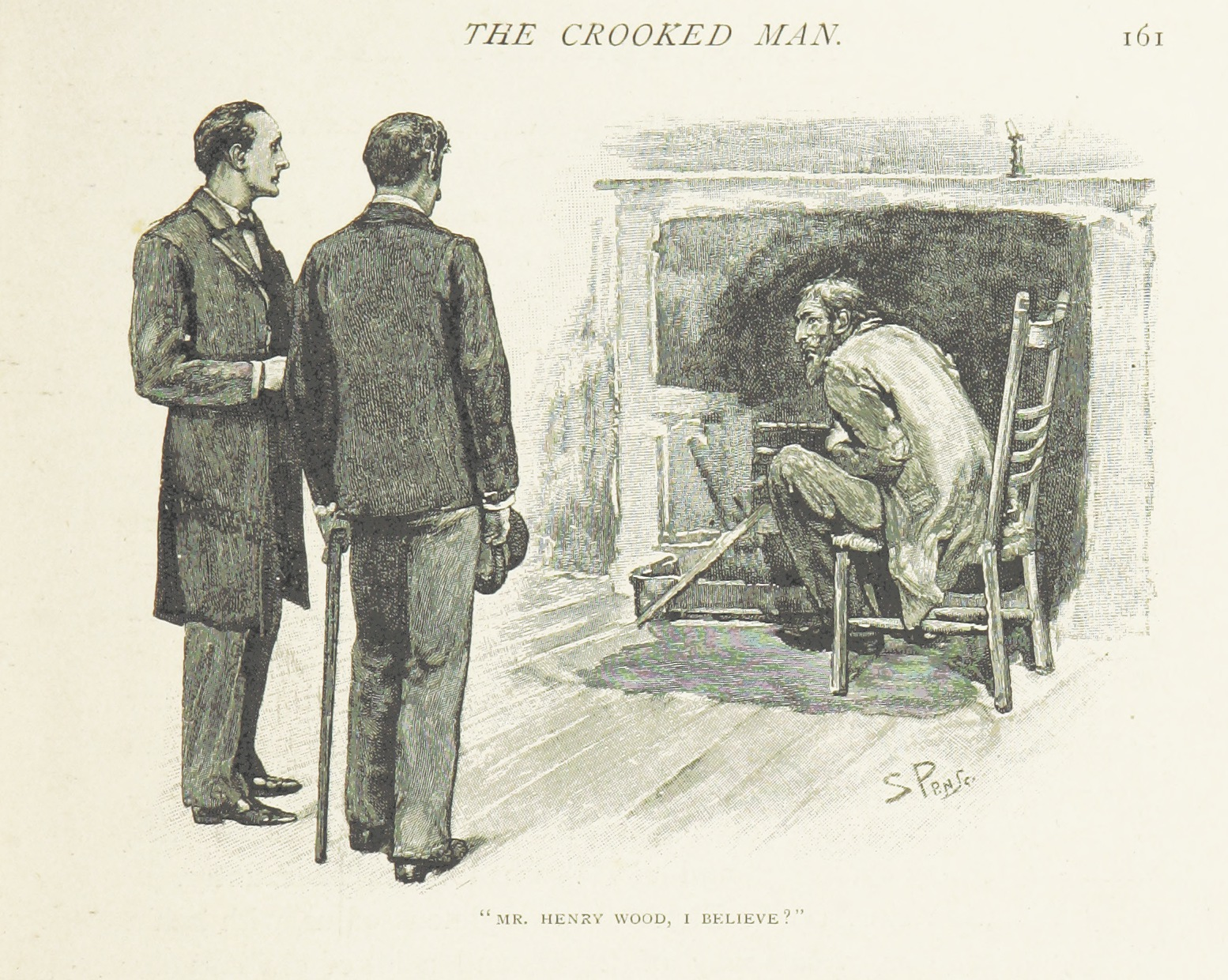
홈즈, 왓슨 그리고 "꼽추 사내".

홈즈는 저녁 늦게 왓슨의 집에 들러 현재 수사 중인 사건에 대해 얘기하고, 그에게 사건 수사를 도와달라고 요청한다. 사건의 개요는 올더숏의 로열 말로우 연대의 제임스 바클레이 대령의 피살 사건이었고, 그의 아내 낸시가 유력한 용의자였다.
대령의 동료 장교들은 대령의 운명에 당황해했다. 그들은 대령과 낸시는 금슬이 좋은 부부였으며, 아내보다는 대령 쪽이 훨씬 더 헌신적이었다고 말했다. 또한 대령은 가끔씩 특별한 이유없이 우울증에 빠졌기도 했다는 것이다.
대령과 그의 아내는 올더숏 부대 외곽의 관사에서 살았다. 어느 나 저녁, 낸시는 이웃 여자인 모리슨 양과 함께 교회의 모임에 참석한 후 바로 집으로 돌아왔다. 그녀는 잘 쓰지 않는 거실로 들어와 하녀에게 차를 가져오라고 시켰는데 평소와는 전혀 다른 행동이었다. 아내와 돌아온 소리를 들은 대령은 거실로 갔다. 마부가 대령이 거실로 들어가는 것을 목격했고, 그것이 대령의 생전 마지막 모습이었다.
거실의 블라인드가 내려지고 정원으로 통하는 유리창은 열려 있었다. 하녀가 차를 가져왔을 때, 그녀는 낸시와 대령이 말다툼 하는 것을 들었다. 그녀는 낸시가 ”데이비드”라고 하는 소리를 들었다. 그녀는 다른 하녀와 마부를 데려왔다. 낸시는 매우 화가 나 남편이 겁쟁이라고 소리쳤다. 대령의 목소리는 점점 작아지더니, 갑자기 대령의 고함 소리, 무언가 부딪히는 소리, 그리고 낸시의 비명이 들렸다.
뭔가 끔찍한 일이 벌어졌다고 생각하고 마부는 잠긴 문을 열려고 했지만 열 수 없었다. 그는 바깥 유리창이 열려있다는 걸 기억하고 밖으로 나가 유리창을 통해 거실로 들어갔다. 거실에서 낸시는 의식을 잃고 쓰러져있었고, 대령은 피를 흘리며 바닥에 죽어있었다. 마부는 경찰과 의사를 불렀다. 마부는 거실의 열쇠가 거실 문에 없는 걸 발견했다. 후에 거실을 샅샅이 수색했지만 열쇠는 발견되지 않았다.
특이한 곤봉 같은 무기가 거실에서 발견되었다. 하인들은 대령의 무기 수집품을 보아 왔지만 그런 무기는 처음 본다고 진술했다.
홈즈는 사건을 피상적으로 보지 않았다. 하인들이 들은 건 대령과 낸시의 목소리 뿐이라고 강하게 주장했지만, 홈즈는 제 3자가 대령이 사망한 시간에 같이 있었고, 열쇠를 가지고 도주했다고 확신했다. 정원과 거실에 남아있는 발자국을 통해 제 3자의 존재를 추리해냈다. 더욱 이상한 점은 그 의문의 사람은 동물을 데리고 온것 같았다. 발자국으로 추정해 보건데 족제비 또는 담비로 추정되었다. 그 동물은 커튼에 발톱 자국을 남겨 홈즈는 육식동물이라고 추리했다. 왜냐하면 커튼 근처에 새장이 있었기 때문이었다.
홈즈는 모리슨 양이 사건의 열쇠를 죄고 있다고 확신했고 그의 생각은 옳았다. 그녀는 대령부부의 말타툼의 원인이 무엇인지 모른다고 했지만, 낸시가 살인죄로 구속될 수도 있다고 하자 그녀는 낸시와의 약속을 깨고 모든 것을 털어놓았다.
낸시와 모리슨 양이 집으로 오는 도중 나무상자를 가진 등이 구부러지고 뒤틀린 노인을 만났다. 그는 낸시를 쳐다보고 말했다. 그들은 30년 전 서로 아는 사이였다. 낸시는 모리슨 양에게 먼저 걸어가라고 한 후 그 남자와 얘기를 나눴다. 낸시는 매우 화가 나있었고, 모리슨 양에게 이 일에 대해 아무말도 하지 말아달라고 다짐을 받았다.
이 진술을 듣고 홈즈는 사건의 수수께끼를 풀었다. 그는 이 일대에 그러한 차림의 사람이 많지 않을 거라고 생각했고, 그 남자의 이름이 ‘헨리 우드’ 라는 것을 알아냈다. 다음 날 홈즈는 왓슨과 함께 그 남자를 방문했다. 그는 두 여자를 만난 그 거리에 살고 있었다. 우드는 모든 것을 설명했다. 그는 대령(당시는 부사관)과 같은 연대의 상병이었다. 그와 바클레이는 낸시를 두고 경쟁하는 사이였다. 그 당시 헨리는 부대 내에서 손꼽히는 미남자였다. 연대는 세포이 항쟁으로 인해 포위되었고 물도 떨어졌다. 포위를 뚫고 지원을 요청할 지원자가 요구되었고 그 사람이 바로 헨리였다. 제임스 바클레이 하사는 헨리에게 가장 안전한 길을 알려주었지만 나가자마자 바로 적에게 생포되었다. 그 와중에 바클레이가 자신을 배신하고 적에게 넘겼다는 것을 알게 되었다. 단지 낸시와의 경쟁에게 자신이 이기기 위해. 그는 무수히 고문을 당해 몰골이 흉하게 바뀌었고 노예로 수 년을 보낸 후 방랑하다 원주민 사이에서 마술로 생계를 이어갔다. 세월이 흘러 노인이 돼서야 영국으로 돌아올 수 있었다.
그리고 우연히 그날 밤 낸시를 만나게 되었다. 그녀 모르게 뒤를 따라가 말다툼을 목격하고 담을 넘어 거실로 들어갔다. 대령은 갑자기 나타난 헨리를 보자 쓰러지면서 난로에 머리를 부딪혀 죽고, 낸시는 기절을 했다. 그는 처음에는 문을 열고 도움을 청하려고 낸시의 손에서 열쇠를 집어들었지만, 상황이 그에게 매우 안 좋다는 것을 깨달았다. 그래서 그냥 도망치기로 했고 그 와중에 그가 키우던 몽구스가 나무상자에서 빠져나왔다. 몽구스를 잡으려다 지팡이를 떨어뜨렸고 의도하지는 않았지만 거실 열쇠를 가지고 게게 된 것이었다.
부검을 통해 대령의 사인이 뇌졸중으로 밝혀졌기 때문에 낸시는 이미 무죄가 증명되었다.
낸시가 말한 “데이비드”는 낸시가 그의 남편을 이스라엘의 왕에 비유해서 비난한 것이다. 다윗 왕은 밧세바의 남편인 "우리아"를 위험한 전쟁터로 보내 죽이고 밧세바와 결혼했다. 왕은 이 사건으로 선지자 "나단"에게 심하게 비난받았다.
| “ | 기본이지! | ” |

이것은 셜록 홈즈가 한 말로 자주 인용된다. 하지만 홈즈는 아서 코넌 도일의 작품 속에서 한번도 저런 말을 하지 않았다. 그런데《꼽추 사내》에서 비슷한 말이 나온다.
“나는 자네의 습관을 알고있지 않나, 왓슨” 그가 말했다.
“훌륭하네!” 나는 소리쳤다.
“기본이지” 그가 말했다.

이 이야기의 정확한 날짜는 알려져있지 않지만, 낸시가 말하길 결혼생활이 “30년 넘게” 지속됐고, 인도의 세포이 항쟁이 1857년 일어났기 때문에 날짜는 1887년 이후일 것이다. 작품 도입부에서 왓슨은 이 사건이 그가 결혼한 1888년 직후 “여름”에 발생했다고 말했기 때문에 1888년 여름이 맞을 것이다.